# 문화동 (광주)
문화동(文化洞)은 광주광역시 북구의 행정동이다.

## 연혁
- 조선시대 : 광주군 편방면에 속함
- 구한말 : 오치면 송정 문산리, 두방면 각화리
- 1914년 4월 1일 : 부군면 통폐합으로 서방면 문흥리와 각화리로 통합.
- 1935년 10월 1일 : 광산군에 속하게 되어 광산군 서방면 문흥리, 각화리가 됨.
- 1955년 7월 1일 : 광주시가 설치되면서 풍향출장소 관할 문흥동, 각화동을 설치.
- 1957년 12월 2일 : 광주시 본청 직할의 문화동(文化洞)이 설치됨. 문흥동(文興), 각화동(角化), 두암동(斗岩洞)은 관할 법정동이 됨.
- 1961년 3월 10일 : 북부출장소 관할이 됨.
- 1973년 7월 1일 : 구제(區制) 실시에 따라 동구 관할이 됨.
- 1980년 4월 1일 : 북구가 신설되면서 북구 관할이 됨.
- 1985년 11월 1일 : 두암동이 분동 됨.
- 1986년 11월 1일 : 광주직할시가 설치되면서 광주직할시 북구 문화동이 됨.
- 1995년 1월 1일 : 광주광역시가 설치되면서 광주광역시 북구 문화동이 됨.
- 1995년 3월 1일 : 문흥지구와 우산주공아파트 지역 일부가 문화동에서 분동되어 문흥동이 됨

## 학교
- 각화초등학교
- 각화중학교

## 아파트
| 단지명          | 건설사                    | 시행사                               | 주소                   | 입주       | 비고 |
| --------------- | ------------------------- | ------------------------------------ | ---------------------- | ---------- | ---- |
| 각화 골드클래스 | ㈜보광건설 ㈜세종종합건설 | 문화동각화구역주택재개발정비사업조합 | 북구 각화대로69번길 16 | 2017년 6월 |      |
| 각화 힐스테이트 | 현대엔지니어링            | 각화지역주택조합 ㈜지오산업개발      | 북구 군왕로 295        | 2018년 8월 |      |
| 각화글로벌      | ㈜일현건설                |                                      | 북구 월동로 88         | 2003년 8월 |      |